# Botuverá (ort)
Botuverá är en ort i Brasilien.   Den ligger i kommunen Botuverá och delstaten Santa Catarina, i den södra delen av landet, 1 300 km söder om huvudstaden Brasília. Botuverá ligger 64 meter över havet och antalet invånare är 4 468.
Terrängen runt Botuverá är huvudsakligen kuperad. Botuverá ligger nere i en dal. Närmaste större samhälle är Brusque, 19,6 km nordost om Botuverá.
I omgivningarna runt Botuverá växer i huvudsak städsegrön lövskog. Runt Botuverá är det glesbefolkat, med 20 invånare per kvadratkilometer.